# Келимуту
Келимуту (индон. Kelimutu) — вулкан на индонезийском острове Флорес высотой в 1639 м. Из-за трёх кратерных озёр, из которых каждое окрашено в свой цвет, Келимуту является популярной туристической достопримечательностью. Последнее известное извержение имело место в 1968 году.
Три озера Келимуту, в которых растворены различные минералы, в течение нескольких лет меняют свою окраску от чёрной до бирюзовой, красно-коричневой или зелёной. Озеро на западе вулкана называется Тиву-Ата-Мбупу (озеро стариков), другие два называются Тиву-Нуа-Мури-Коох-Таи (озеро мальчиков и девочек) и Тиву-Ата-Поло (заколдованное озеро).
Местные жители из деревни Мони, расположенной у подножия вулкана, верят в то, что души умерших уходят в эти озёра и изменение их цвета означает, что они разгневаны. Из деревни можно взобраться на вулкан за три часа либо доехать до вершины на бемо по очень извилистой дороге-серпантину.